# Telefaks
Telefaks (ponekad samo fax ili faks) uređaj ili naziv za telekomunikacijsku tehnologiju za prijenos kopije dokumenta i slika preko obične telefonske mreže.

## Hrvatska
Prvi telefaks u Hrvatskoj uveden je u promet 1850., a prvi Morseov telefaks 1854. Prvi podmorski telefakski kabel bio je položen 1860. između kopna i otoka Cresa i otoka Vira. Prvi teleprinter u Hrvatskoj proradio je 1931. na relaciji Zagreb – Sušak. Prva funkcionalna automatska telefakska centrala koračnoga tipa bila je uključena u promet u Zagrebu 1942., a prva javna automatska telefaksna centrala također u Zagrebu 1946. Nadalje, prva poluautomatska međunarodna teleksna centrala bila je postavljena 1953., a prva je veza uspostavljena na relaciji Zagreb – Nürnberg.